# Viktor Filutás
Viktor Filutás, né le 28 septembre 1996 à Budapest, est un coureur cycliste hongrois.

## Palmarès sur route

### Par année
- 2014
  - 2e du championnat de Hongrie sur route juniors
- 2015
  -  Champion de Hongrie du contre-la-montre par équipes
  -  Champion de Hongrie du contre-la-montre espoirs
  - 3e du championnat de Hongrie sur route espoirs
- 2016
  - 2e du championnat de Hongrie du contre-la-montre espoirs
  - 3e du championnat de Hongrie sur route espoirs
- 2017
  -  Champion de Hongrie du contre-la-montre espoirs
- 2020
  -  Champion de Hongrie sur route
- 2021
  -  Champion de Hongrie sur route
  - 3e du Visegrad 4 Bicycle Race - GP Hungary
- 2024
  - MKSZ Liga KUPA-Hungary
- 2025
  - Autocity Skoda Challenge
  - Tour de Vásárosnamény
  - 3e du championnat de Hongrie sur route

### Classements mondiaux
| Année                                 | 2016  | 2017  | 2018  | 2019  | 2020 | 2021 | 2022 | 2023  | 2024  |
| ------------------------------------- | ----- | ----- | ----- | ----- | ---- | ---- | ---- | ----- | ----- |
| Classement mondial                    | 2772e | 2209e | 2316e | 1535e | 284e | 466e | nc   | 1701e | 1418e |
| UCI Europe Tour                       | 1854e | 1444e | 1875e | 1025e | 232e | 379e | nc   | nc    | nc    |
| UCI Asia Tour                         | nc    | nc    | 568e  |       |      |      |      |       |       |
|                                       |       |       |       |       |      |      |      |       |       |
| Légende : nc = non classéSource : UCI |       |       |       |       |      |      |      |       |       |

## Palmarès sur piste

### Championnats nationaux
- 2014
  -  Champion de Hongrie du kilomètre juniors
  -  Champion de Hongrie de poursuite juniors
- 2018
  -  Champion de Hongrie de poursuite
  - 2e du championnat de Hongrie d'omnium
  - 2e du championnat de Hongrie de course aux points
  - 2e du championnat de Hongrie de scratch
- 2019
  -  Champion de Hongrie de poursuite
  -  Champion de Hongrie de course aux points
  - 2e du championnat de Hongrie d'omnium
- 2020
  -  Champion de Hongrie de vitesse par équipes (avec Dániel Hájos et Krisztián Lovassy)
  - 2e du championnat de Hongrie d'omnium
  - 2e du championnat de Hongrie de course aux points
  - 2e du championnat de Hongrie de scratch
- 2021
  -  Champion de Hongrie de poursuite
  -  Champion de Hongrie de course aux points
  -  Champion de Hongrie de l'américaine (avec Krisztián Lovassy)
  -  Champion de Hongrie d'omnium
- 2024
  -  Champion de Hongrie de poursuite